# Biathlon-Junioreneuropameisterschaften 2018
Die Offenen Biathlon-Junioreneuropameisterschaften 2018 wurden vom 31. Januar bis 4. Februar 2018 auf der Hochebene Pokljuka in Slowenien ausgetragen. Sie fanden wie in Vorjahren getrennt von den Europameisterschaften statt.

## Medaillenspiegel
| Platz | Land       |   |   |   |    |
| ----- | ---------- | - | - | - | -- |
| 01    | Russland   | 6 | 3 | 1 | 10 |
| 02    | Finnland   | 1 | 0 | 0 | 1  |
| 02    | Österreich | 1 | 0 | 0 | 1  |
| 04    | Ukraine    | 0 | 1 | 1 | 2  |
| 05    | Italien    | 0 | 1 | 0 | 1  |
| 05    | Schweiz    | 0 | 1 | 0 | 1  |
| 05    | Schweden   | 0 | 1 | 0 | 1  |
| 05    | Slowenien  | 0 | 1 | 0 | 1  |
| 09    | Frankreich | 0 | 0 | 3 | 3  |
| 10    | Polen      | 0 | 0 | 1 | 1  |
| 10    | Tschechien | 0 | 0 | 1 | 1  |
| 10    | Belarus    | 0 | 0 | 1 | 1  |

Endstand nach 8 Wettbewerben

## Zeitplan
| Datum            | Männer | Männer                                | Frauen                                | Frauen                                |
| ---------------- | ------ | ------------------------------------- | ------------------------------------- | ------------------------------------- |
| 31. Januar (Mi.) | 10:00  | Single-Mixed-Staffel (6 km + 7,5 km)  | Single-Mixed-Staffel (6 km + 7,5 km)  | Single-Mixed-Staffel (6 km + 7,5 km)  |
| 31. Januar (Mi.) | 13:00  | Mixed-Staffel (2 × 6 km + 2 × 7,5 km) | Mixed-Staffel (2 × 6 km + 2 × 7,5 km) | Mixed-Staffel (2 × 6 km + 2 × 7,5 km) |
| 1. Februar (Do.) | 10:00  | Einzel (15 km)                        | 13:30                                 | Einzel (12,5 km)                      |
| 3. Februar (Sa.) | 11:00  | Sprint (10 km)                        | 14:00                                 | Sprint (7,5 km)                       |
| 4. Februar (So.) | 10:00  | Verfolgung (12,5 km)                  | 13:00                                 | Verfolgung (10 km)                    |

## Ergebnisse Mixed
| Rang | Name                                               |
| ---- | -------------------------------------------------- |
| 1    | FinnlandJenni Keränen Jaakko Ranta                 |
| 2    | SlowenienUrška Poje Anton Vidmar                   |
| 3    | BelarusVolha Haurylkina Dsmitryj Lasouski          |
| 4    | TschechienTereza Vinklárková Jakub Štvrtecký       |
| 5    | ItalienSamuela Comola Michael Durand               |
| 6    | UkraineWalerija Dmytrenko Ruslan Bryhadyr          |
| 7    | RusslandElina Nikitina Ilja Nowopaschin            |
| 8    | BulgarienMilena Todorowa Kristijan Stojanow        |
| 9    | Vereinigte StaatenMargaret Madigan Václav Červenka |
| 10   | RumänienEnikő Márton Raul Flore                    |

| Rang | Name                                                                               |
| ---- | ---------------------------------------------------------------------------------- |
| 1    | RusslandPolina Schewnina Walerija Wasnezowa Wassili Tomschin Igor Malinowski       |
| 2    | ItalienIrene Lardschneider Eleonora Fauner Patrick Braunhofer Daniele Cappellari   |
| 3    | PolenNatalia Tomaszewska Joanna Jakieła Przemysław Pancerz Marcin Szwajnos         |
| 4    | UkraineAnna Krywonos Chrystyna Dmytrenko Wladyslaw Koschowez Bohdan Zymbal         |
| 5    | FrankreichGilonne Guigonnat Myrtille Bègue Morgan Lamure Martin Perrillat Bottonet |
| 6    | FinnlandJenny Fellman Saana Lahdelma Tuomas Harjula Tuukka Invenius                |
| 7    | TschechienPetra Suchá Eliška Svobodová Mikuláš Karlík Vítězslav Hornig             |
| 8    | SchwedenAmanda Lundström Elvira Öberg Oskar Ohlsson Victor Brandt                  |
| 9    | ÖsterreichTamara Steiner Anna-Maria Schreder Sebastian Trixl Michael Trieb         |
| 10   | SlowenienTais Vozelj Polona Klemenčič Blaž Debeljak Lovro Planko                   |